# (38556) 1999 VP87
1999 VP87 (asteroide 38556) é um asteroide da cintura principal. Possui uma excentricidade de 0.07820490 e uma inclinação de 8.18932º.
Este asteroide foi descoberto no dia 5 de novembro de 1999 por LINEAR em Socorro.